# 恒星列表
恒星列表一般按星座排列，比较容易搜寻，但重要的亮星也有按星等排列的。只有在天文学学术研究中才会按距离排列，因为没有精确科学研究的帮助，不会确知其到地球的距离的。